# Won Limtempel

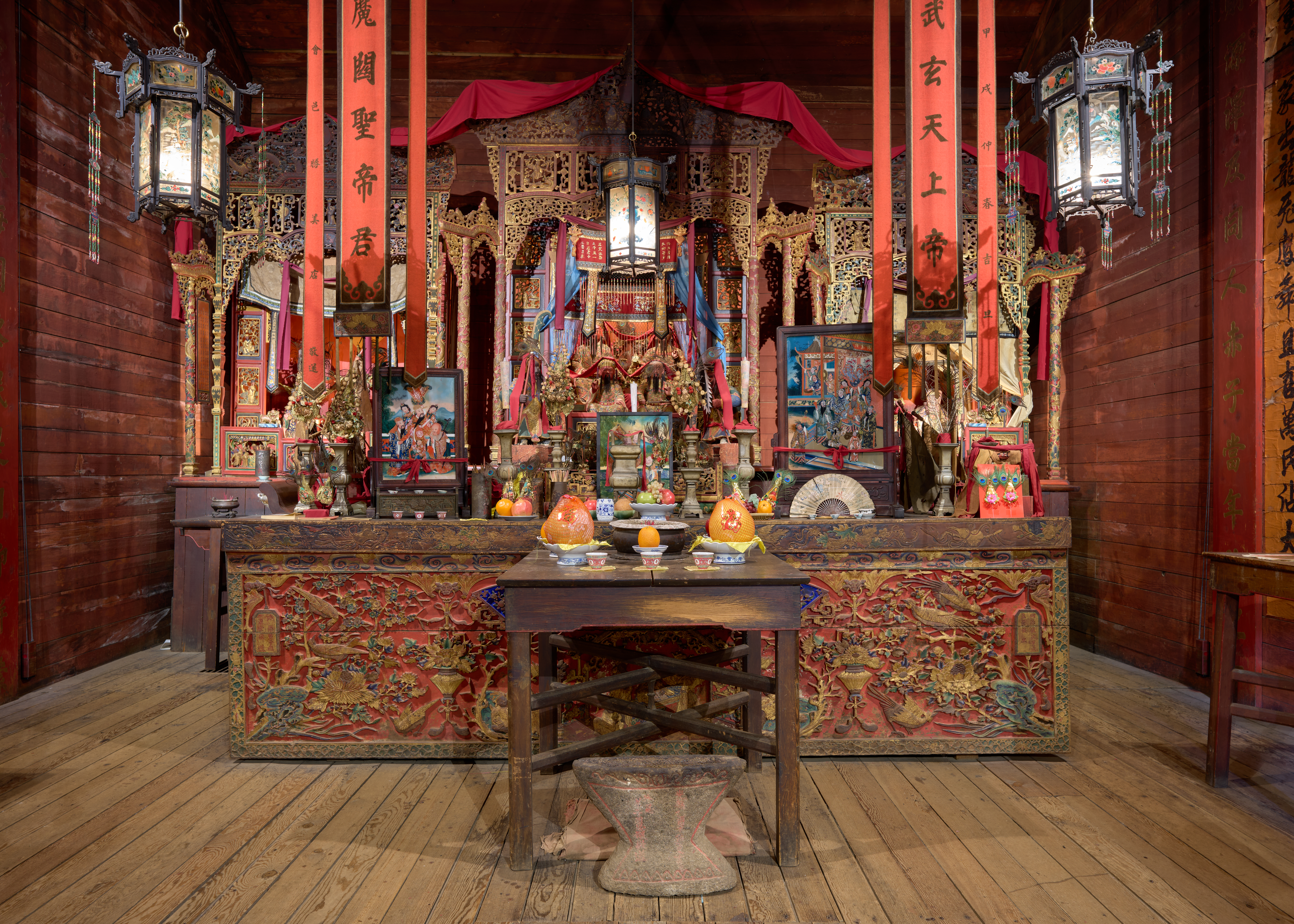
Tempelaltaar

Won Limtempel of Won Lim Temple is een van de oudste daoïstische tempels van de Verenigde Staten. Het werd gebouwd door de Chinese goudzoekers in de streek. De tempel is in 1874 gebouwd en ligt in Weaverville (Californië). Tegenwoordig heeft het gebouw nog steeds een religieuze functie. In 1956 kwam de tempel in het beheer van California State Park System. In het gebouw zijn ook oude foto's en werktuigen van de goudzoekers te zien.
Het hoofdaltaar is gewijd aan de goden Guangong (Kuan Kung) en Beidi (Bok Aie). Totaal heeft de tempel twaalf beelden van goden en godinnen. Om deze houten tempel staan bomen. Niet ver van de tempel was de Chinatown van Weaverville. Tegenwoordig zijn daarvan nog drie vervallen Chinese huizen te zien. De oorspronkelijke tempel werd in 1852 of 1853 gebouwd, maar werd verwoest door een grote brand. Het huidige tempelgebouw stamt van 1874. Naast de Won Limtempel was er nog een andere daoïstische tempel in Weaverville. In Trinity County (Californië), waar Weaverville ligt, waren er totaal drie tempels van Chinese migranten.
Op de duilian die ingekerfd is in houten planken zijn de jaartallen in tianyun te vinden. Sinds de Qing-dynastie waren dat soort jaartallen verboden door de Mantsjoe keizer. Degenen die dit toch gebruikten waren meestal lid van de Chinese triade Tiandihui die zich onder andere bezighielden met het omverwerpen van de Mantsjoe monarchie. Triades en het gebruik van tianyun werden door de keizerlijke overheid streng vervolgd. Dat de tempel op een afgelegen plaats lag zou kunnen hebben bijgedragen dat men durfde om tianyun te gebruiken. Spionnen van Mantsjoes waren vrijwel alleen in grote steden te vinden.